# Полонский, Константин Андреевич
Константи́н Андре́евич Поло́нский (1906—1985) — советский организатор кинопроизводства, режиссёр, директор киностудии «Мосфильм» (1938—1940). Заслуженный работник культуры РСФСР (1968).

## Биография
По образованию инженер. Служил в органах НКВД. В 1935 году  назначен начальником цеха звукозаписи кинофабрики «Мосфильм». В 1937 году вступил в ВКП(б).
С апреля 1938 года — директор киностудии «Мосфильм».  15 августа 1939 года назначен представителем СССР на Международном Каннском кинофестивале (1939). С 4 октября 1940 года — начальник Главного управления по производству художественных фильмов Комитета по делам кинематографии при Совете народных комиссаров СССР. С 18 октября 1940 года член Комитета по делам кинематографии при СНК СССР.
29 мая 1941 года председатель Комитета Иван Большаков направил секретарю ЦК ВКП(б) Андрею Жданову докладную записку с ходатайством о назначении Константина Полонского заместителем председателя Комитета по делам кинематографии. В частности он писал: 

За все время своей работы в кинематографии т. Полонский проявил себя как принципиальный работник, проводящий правильную линию в своей работе и как хороший организатор. В частности, он принял в 1938 году студию «Мосфильм» в полуразваленном состоянии... При т. Полонском на студии были созданы такие крупные кинокартины, как «Александр Невский», «Ленин в 1918 году», «Трактористы», «Минин и Пожарский» и др. За этот период студия «Мосфильм» была награждена правительством орденом Ленина, а т. Полонский — орденом Трудового Красного Знамени.

19 июня 1941 года Секретариат ЦК ВКП(б) отклонил кандидатуру, но Большаков добился  назначения Полонского на должность одного из своих заместителей. 4 октября 1941 года назначен уполномоченным Комитета по делам эвакуированных киностудий. В годы Великой Отечественной войны занимался организацией производственного процесса Центральной объединенной киностудии (ЦОКС) в Алма-Ате.
С 1945 года — начальник Главного управления киномеханической промышленности (Главкиномехпрома) Комитета по делам кинематографии при СНК СССР, с 1946 года — Министерства кинематографии СССР. 12 июля 1946 года назначен членом коллегии Министерства кинематографии СССР.
18 сентября 1948 года Указом Президиума Верховного Совета СССР за достигнутые успехи в деле развития и усовершенствования цветной кинематографии награждён вторым орденом Трудового Красного Знамени.
В ноябре 1950 года министр кинематографии СССР Иван Большаков направил докладную записку секретарю ЦК ВКП(б) Михаилу Суслову о необходимости освобождения Полонского от должности начальника Главного управления киномеханической промышленности. В записке отмечались недостатки в работе киномеханических заводов, факты приписок к плану выпуска готовой продукции и другие нарушения финансовой дисциплины. В это же время группа работников Главкиномехпрома написала коллективное заявление в ЦК ВКП(б), в котором утверждалось, что Полонский «по социальному происхождению является сыном владельца крупных винных погребов на Украине. Женат на немке». В декабре 1950 года «за недостатки в работе» он был снят с должности.
С 1950 по 1955 год — начальник цеха звукозаписи киностудии «Мосфильм». В дальнейшем работал на киностудии вторым режиссёром. Принимал участие в создании кинотрилогии «Хождение по мукам» («Сёстры» (1957), «Восемнадцатый год» (1958), «Хмурое утро» (1959).
С 1960 по 1970 год — режиссёр восстановления классических фильмов советского кино «Юность Максима», «Великий перелом», «Без вины виноватые», «Академик Иван Павлов», «Выборгская сторона», «Возвращение Максима» и др. 
В начале 1960-х годов — директор Театра-студии киноактёра. Член Союза кинематографистов СССР.
В 1968 году удостоен звания заслуженного работника культуры РСФСР. 
Умер в 1985 году в Москве. Похоронен на Введенском кладбище.

## Семья
- Жена — Гарри Львовна Полонская (1918—2001), киноактриса, преподаватель ВГИКа[22][23].
  - Дочь — Наталья Константиновна Полонская (1940—2015), режиссер документального и научно-популярного кино, педагог, заслуженный деятель искусств РФ (1993)[24][25].

- Муж дочери — Михаил Владимирович Ардабьевский (1932—1992), кинооператор студии «Мосфильм».

## Награды, звания
- орден Трудового Красного Знамени (1 февраля 1939)[27]
- орден Трудового Красного Знамени (15 сентября 1948)[28]
- заслуженный работник культуры РСФСР (1968)